# 爬藤榕
爬藤榕（学名：Ficus sarmentosa var. impressa）为桑科榕属下的一个变种。

## 扩展阅读
- 維基物種上的相關：爬藤榕